# Лансина, Абдул-Карим
Ласина Абдул Карим Конате (фр. Lassina Abdoul Karim Konaté; 20 мая 1987, Ниамей, Нигер) — нигерский футболист, полузащитник клуб «Паньи-сюр-Мозель». Выступал в национальной сборной Нигера.

## Карьера
Играл за клубы «Сахель», «Котон Спорт», «Аль-Иттихад», «Локомотив София» и «Мец» во французской Лиге 2.
С 2006 года выступает за сборную Нигера. Участвовал в двух сезонах кубка африканских наций. Всего сыграл 39 матчей.